# Dvorac Banfi u Štrigovi
Dvorac Banfi nalazi se u selu Banfi, na brijegu iznad Štrigove u sjeverozapadnom dijelu Međimurja. Potječe iz 14. stoljeća, točnije iz 1373. godine, kada ga je dao sagraditi grof Banffy, gospodar Lendave u susjednoj Sloveniji.
Dvorac je jednokatna građevina, građena u ključ, s nizovima prozora i s otvorenim prolazom u obliku luka ispod zapadnog krila, gdje je ulaz na kat i u podrum. Današnji izgled dobio je najvjerojatnije u 18. stoljeću, jer ima elemente kasnobaroknog stila. Donedavno je bio u lošem, zapuštenom stanju, ali je pred nekoliko godina obnovljen. U njegovoj neposrednoj blizini nalaze se poljoprivredna zemljišta, većinom vinogradi i voćnjaci. 
Kroz stoljeća promijenio je više vlasnika, pa su osim grofa Banffyja njime gospodarili, među ostalima, i Feštetići, čakovečka obitelj Franetović, te današnji vlasnici, obitelj Žižek. Dvorac je osobito poznat po srednjovjekovnoj ljubavnoj aferi hrvatsko-ugarskog kralja Matije Korvina i kćeri grofa Banffyja, koja se odvijala u njemu.

## Vanjske poveznice
- Prvi spomen dvorca Banfi 1373. godine  Arhivirana inačica izvorne stranice od 25. veljače 2021. (Wayback Machine)
- Fotografija dvorca prije odnove  Arhivirana inačica izvorne stranice od 24. studenoga 2018. (Wayback Machine)

- Dvorci i kurije